# Braunia camptoclada
Braunia camptoclada är en bladmossart som beskrevs av Potier de la Varde och Thériot 1940. Braunia camptoclada ingår i släktet Braunia och familjen Hedwigiaceae. Inga underarter finns listade i Catalogue of Life.